# Osinniki Drugie
Osinniki Drugie (lit. Uosininkai II; pol. hist. Osinniki II, Osienniki) – wieś na Litwie, w okręgu wileńskim, w rejonie wileńskim, w gminie Mickuny, przy trakcie Batorego (drodze krajowej nr 103).
Współcześnie w skład miejscowości wchodzą także dawne zaścianki Szperkowszczyzna, Majówka i Zgryzota. 

## Historia
W XIX i w początkach XX w. położone były w Rosji, w guberni wileńskiej, w powiecie wileńskim, w gminie Mickuny. Po I wojnie światowej pod administracją polską, w Zarządzie Cywilnym Ziem Wschodnich. W latach 1920–1922 w składzie Litwy Środkowej.
Od 11 kwietnia 1922 leżały w Polsce, w województwie wileńskim, w powiecie wileńsko-trockim, w gminie Mickuny. W 1931 miejscowości liczyły:
- Osinniki II – 50 mieszkańców, zamieszkałych w 8 budynkach,
- Majówka – 7 mieszkańców, zamieszkałych w 1 budynku,
- Szperkowszczyzna – 9 mieszkańców, zamieszkałych w 1 budynku,
- Zgryzota – 12 mieszkańców, zamieszkałych w 2 budynkach[3].

Po II wojnie światowej w granicach Związku Sowieckiego. Od 1991 na niepodległej Litwie.